# Atlantische Pistazie
Die Atlantische Pistazie (Pistacia atlantica) ist eine Pflanzenart aus der Familie der Sumachgewächse (Anacardiaceae).

## Beschreibung

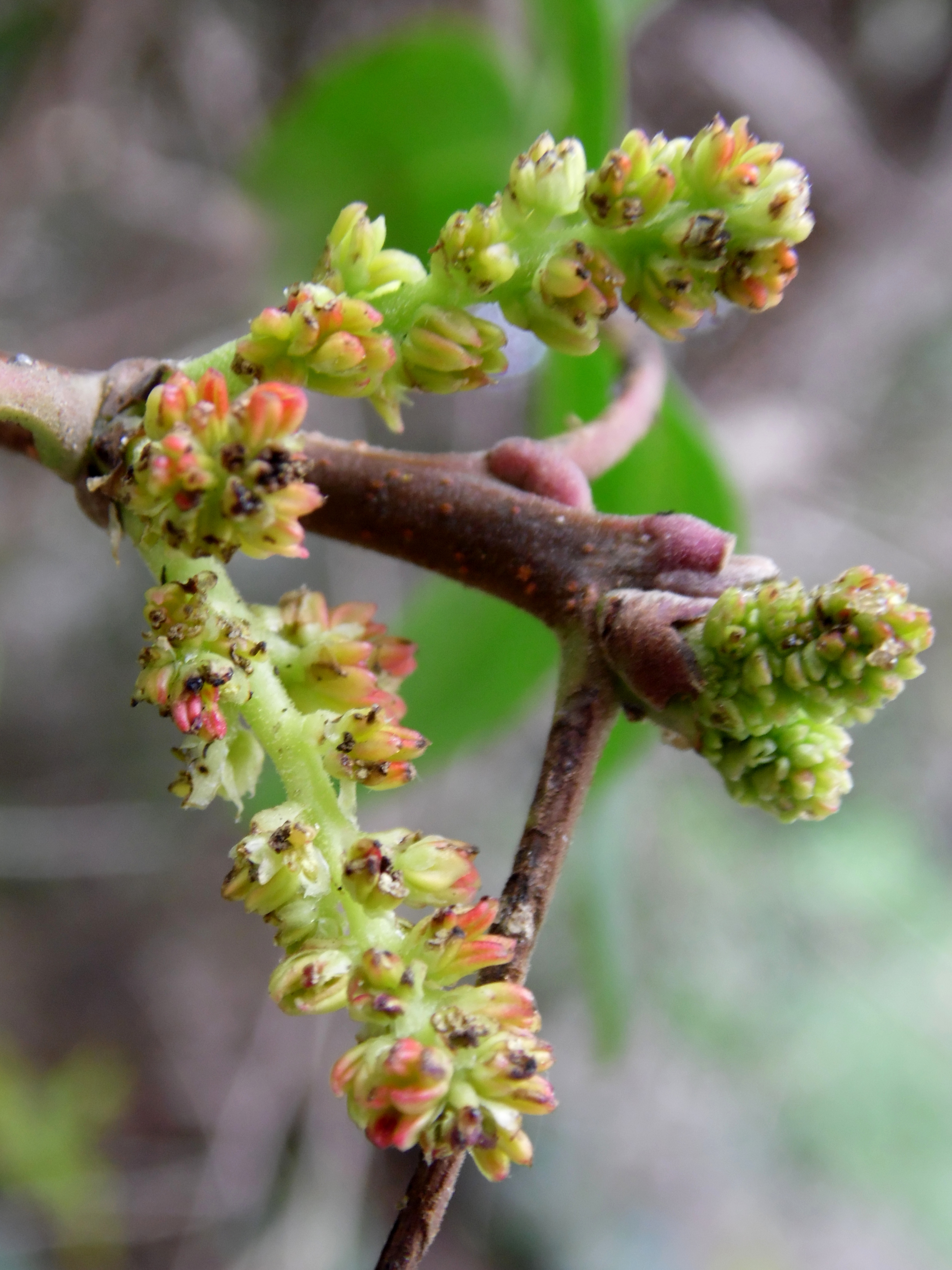
Blütenstand

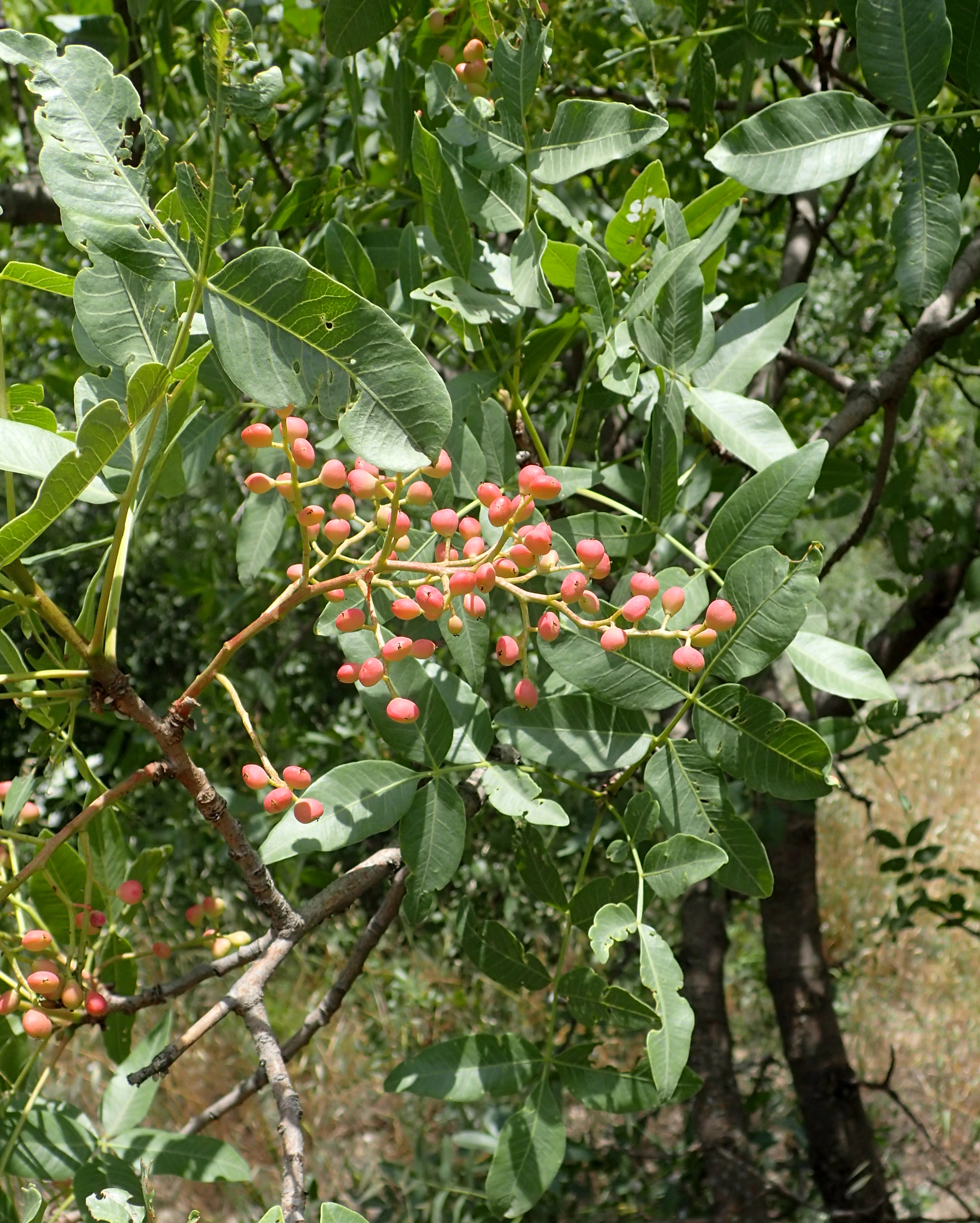
Früchte

Die Atlantische Pistazie ist ein sommergrüner, 4 bis 7 (selten bis über 15) Meter hoher Strauch oder Baum. Der Stammdurchmesser erreicht über 1 Meter. Die Borke ist im Alter rissig bis schuppig.
Die gestielten Laubblätter sind unpaarig gefiedert mit bis zu 11 Blättchen. Die bis zu 7 Zentimeter langen, schwach behaarten, stumpfen bis rundspitzigen oder seltener spitzen, sitzenden Blättchen sind eiförmig bis -lanzettlich und haben keine aufgesetzte Spitze. Die Spindel ist schmal geflügelt. Der Stiel ist behaart.
Pistacia atlantica ist zweihäusig diözisch. Es werden Rispen gebildet. Die meist fünfzähligen und eingeschlechtlichen Blüten mit einfacher Blütenhülle sind rosa bis rötlich, die Kronblätter fehlen. Es ist ein Diskus vorhanden. Die Blütezeit reicht von März bis April. Es werden bis etwa 6–8 Millimeter große, rote später bläuliche und rundliche, einsamige Steinfrüchte gebildet.
Die Chromosomenzahl beträgt 2n = 30.

## Vorkommen
Die Atlantische Pistazie kommt in Nordafrika, im östlichen Mittelmeerraum und auf den Kanarischen Inseln auf trockenen Hängen vor.

Verbreitungsgebiet

## Taxonomie
Die Atlantische Pistazie wurde 1799 von René Louiche Desfontaines in Flora Atlantica: sive historia plantarum quae in Atlante, agro tunetano et algeriensi crescunt Band 2 Seite 364 als Pistacia atlantica erstbeschrieben.

## Verwendung
Das Harz der Pistazie kann als Lack oder Klebstoff verwendet werden, hat aber heute keine kommerzielle Bedeutung mehr.
Das Holz ist recht hart.